# Maria Koszutska
Maria Koszutska, née 2 février 1876 à Główczyn (Grande-Pologne) et morte le 9 juillet 1939 à Moscou (URSS) est une journaliste, militante socialiste et femme politique polonaise. Elle est l'une des fondateurs du Parti communiste de Pologne, à l'origine une faction du Parti socialiste polonais.

## Biographie

### Du Parti socialiste polonais au Parti communiste de Pologne
Militante dans sa jeunesse, elle rejoint le Parti socialiste polonais (PPS) en 1902 où elle prend part à la fraction située à la gauche du PPS. Elle écrit plusieurs articles dans le journal de cette fraction de gauche du PPS. En 1918, elle fait partie des fondateurs du Parti communiste ouvrier de Pologne (KPRP, ensuite KPP) et devient une élue au Comité Central. Elle fait partie des quatre « W » - les cadres du parti dirigeant unilatéralement le KPP pendant six ans.
Elle participe à la Révolution russe de 1905.

### Passage en URSS et liquidation
À partir de 1930, elle se trouve avec ses camarades du KPP en URSS. En friction avec Staline et l'Internationale communiste, elle est victime avec les autres membres de la « commission polonaise » des Grandes Purges et sont arrêtés en 1937. Seule femme de la commission, elle n'est pas exécutée mais meurt en prison le 9 juillet 1939,.
Elle n'est réhabilitée qu'en 1955.